# Український фізичний журнал
«Український фізичний журнал» — науковий щомісячний журнал, орган Відділу фізики НАН України, заснований 1956 року. Публікується українською та англійською мовами кожного місяця. Всі випуски журналу розміщені у вільному доступі на офіційному сайті. Журнал індексується міжнародними базами Scopus, SCImago Journal & Country Rank, Лейденський рейтинг CWTS, JICindex. З 2017 року кожна робота має свій Цифровий ідентифікатор об'єкта (DOI).

## Історія
Український фізичний журнал є виданням Відділення фізики і астрономії Національної академії наук України. Журнал виходить щомісяця українською та англійською мовами. Журнал був заснований у квітні 1956 року (українською мовою, з 1964 року виходив в двох мовних версіях: українською та російською мовами, з 1979 року — тільки російською мовою, з 1989 року статті публикувалися українською либо російською мовою на вибір автора), а англійське видання виходить з 2004 р. (періодичність журналу до 1962 р. — шість номерів на рік). До 1994 року журнал публіковався видавництвом «Наукова думка». Починаючи з 1994 року журнал публікується Інститутом теоретичної фізики ім. М. М. Боголюбова Національної Академії Наук України. 
Вільний online доступ до УФЖ відкрито від 2002 р. УФЖ був визнаний Європейським фізичним товариством від 2007 р. Журнал публікує оригінальні статті та огляди в галузі експериментальної та теоретичної фізики, включаючи дослідження з фізики елементарних частинок, ядерної, атомної та молекулярної фізики, оптики та квантової електроніки, газів, плазми, фізики конденсованих середовищ, статистичної та квантової фізики, нанофізики. Всі статті проходять через колегіальний огляд і редакційний контроль. Статті поділяються на тематичні розділи. Журнал орієнтований на широке коло дослідників, викладачів вузів і студентів.
Редколегія складена з визнаних експертів у різноманітних галузях фізики на чолі з академіком А. Г. Загороднім, академіком Національної академії наук України (НАНУ) і директором Інституту теоретичної фізики ім. М. М. Боголюбова НАН України. Попередніми головними редакторами були академік В. К. Лашкарьов від 1956 р. до 1972 р., академік А. А. Смирнов від 1972 р. до 1988 р., академік О. Г. Ситенко від 1988 р. до 2002 р. і академік М. С. Бродин від 2002 р. до 2010 р. Міжнародна редколегія складається з визнаних світових фізиків із різних країн.

## Проблематика та розділи
Український фізичний журнал є загальним виданням відділення фізики і астрономії Національної академії наук України. Журнал публікує оригінальні статті та огляди в галузі експериментальної та теоретичної фізики.
Розділи:
- Поля та елементарні частинки (теорія поля, елементарні частинки, гравітація, фізика високих енергій, ядерна фізика, ядерна фізика, астрофізика, космологія, електрослабка взаємодія, сильна взаємодія);
- Оптика, атоми і молекули (атоми, молекули, оптичні явища, лазери, квантова оптика, квантова інформація, фотоніка, нанофотоніка, метаматеріали, отримання зображень);
- Загальна фізика (термодинаміка, статистична фізика, кінетика, квантова механіка, електродинаміка, надпровідність, акустика, гідродинаміка, нелінійна динаміка, обчислювальна фізика);
- Фізика плазми (плазма, високотемпературна плазма, низькотемпературна плазма, запилена плазма, плазмові розряди, хвилі в плазмі, утримання плазми, плазмові прискорювачі, термоядерний синтез, магнітогідродинаміка);
- Фізика рідин та рідинних систем, біофізика і медична фізика (рідини, рідинні системи, квантові рідини, іонні рідини, молекулярна фізика, фазові переходи, критичні явища, водневі зв'язки,  біофізика, медична фізика);
- Рідкі кристали та полімери (рідкі кристали, рідкокристалічні колоїди, нематики, смектики, холестерики, перехід Фредерікса, полімери, еластомери, пружна взаємодія, топологічні дефекти);
- Напівпровідники і діелектрики (напівпровідники, діелектрики, параелектрики, п'єзоелектрики, піроелектрики, кристалічні гратки, дефекти, екситони, кремній, нанокристали);
- Фізика магнітних явищ і фізика фероїків (магнітні явища і фізика  фероїків, магнетизм, феромагнетики, антиферомагнетики, фероелектрики, антифероелектрики, фероїки, спінтроніка, спінові хвилі, магнітострикція);
- Фізика поверхні (фізика поверхні, низько-вимірні системи, наночастинки, тонкі плівки, поверхні поділу, дифузія, адгезія, тертя, поверхневі хвилі, поверхневий натяг);
- Структура речовини (структура речовини, спектроскопія, радіаційна фізика, радіаційна  фізика, нейтронне розсіювання, наноматеріали, метали, сплави, композити, фазові діаграми, аморфні тіла);
- Хроніка (хроніка, бібліографічна інформація, персоналії).